# لیندسی تیلور (فوتبال)
لیندسی تیلور (انگلیسی: Lindsay Taylor؛ زادهٔ ۲۵ اکتبر ۱۹۸۹) بازیکن فوتبال اهل ایالات متحده آمریکا است.
از باشگاه‌هایی که در آن بازی کرده‌است می‌توان به باشگاه فوتبال رین و واشینگتن اسپیریت اشاره کرد.